# Thor G. Norås
Thor Gunnar Norås, född 6 april 1935 i Stavanger, Rogaland, Norge, död 13 januari 2015 var en norsk forskare, författare, journalist, kompositör, manager och impressario. Han var i Sverige mest känd som textförfattare till låten ”Gråtende sky”, som på svenska har översatts till ”Regniga natt”.

## Utmärkelser
- Thor G. Norås mottog 1977 Kultur- och kyrkodepartementets priser för barn- och ungdomslitteratur i debutantklassen för boken Per 4 år og vennene hans.